# Okręty desantowe typu Foudre
Okręty desantowe typu Foudre – typ francuskich okrętów desantowych-doków, składający się z dwóch okrętów. Służyły we francuskiej marynarce wojennej Marine nationale od 1990 i 1998 roku. W latach 2011–2015 zostały sprzedane Chile i Brazylii, gdzie kontynuują służbę.

## Historia
Okręty desantowe-doki typu Foudre zostały zaprojektowane w celu uzupełnienia starszych i mniejszych jednostek typu Ouragan w roli okrętów transportujących francuskie siły szybkiego reagowania. We Francji klasa okrętów desantowych-doków (ang. LPD) jest określana skrótem TCD. Pierwszy okręt „Foudre” zamówiono 5 listopada 1984. Budowę dwóch dalszych okrętów, zamówionych w 1986 i 1988, wstrzymano, po czym dopiero w 1994 wznowiono budowę drugiej jednostki, rezygnując z trzeciej. 
| Nazwa (numer)   | Położenie stępki    | Wodowanie         | Wejście do służby | Los                                     |
| Foudre (L 9011) | 26 marca 1986       | 19 listopada 1988 | 7 grudnia 1990    | 23 grudnia 2011 → Chile: Sergento Aldea |
| Siroco (L 9012) | 9 października 1995 | 14 grudnia 1996   | 21 grudnia 1998   | 10 marca 2016 → Brazylia: Bahia         |

Nazwę "Foudre" nosił wcześniej m.in. okręt desantowy-dok zbudowany w USA, w służbie francuskiej w latach 1953-1969 (numer L 9020).

## Opis i przeznaczenie
Zakładana misja bojowa okrętów typu Foudre polega na przerzuceniu pierwszego rzutu desantu śmigłowcowego w celu oczyszczenia terenu dla desantu sił głównych, a następnie na wysadzeniu sił głównych wyposażonych w sprzęt zmechanizowany, za pomocą barek desantowych. Jeden okręt może transportować przykładowo 350 żołnierzy desantu, 6-7 czołgów podstawowych AMX-30, 15 pojazdów rozpoznawczych AMX-10RC, ok. 30 samochodów ciężarowych i 22 samochody terenowe oraz 27 przyczep, lub w innej konfiguracji 470 żołnierzy i 22 pojazdy pancerne - razem ok. 1100 t ładunku. Na niewielkie odległości, liczba zabieranych żołnierzy może być większa. Zakładano przy początkowych planach budowy trzech okrętów, że jeden okręt będzie mógł przewieźć 1/3 pułku zmechanizowanego. Okręty mogą służyć też jako jednostki czysto transportowe lub logistyczne, przewożąc 1800 ton ładunku. Dzięki bogato wyposażonym szpitalom okrętowym z dwoma salami operacyjnymi, mogą także służyć do misji humanitarnych. 

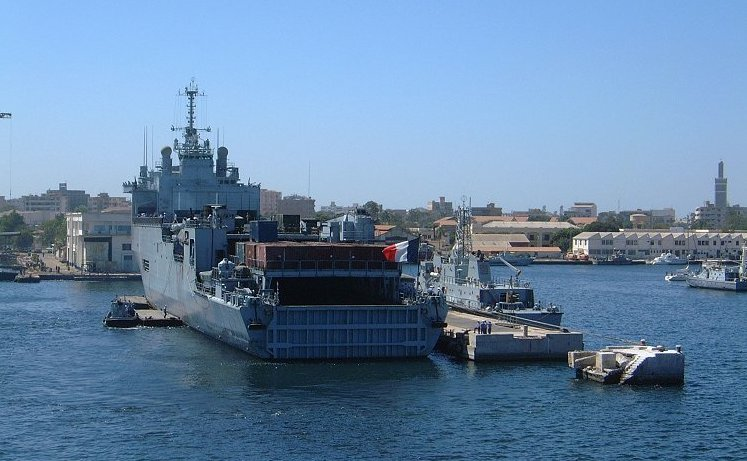
„Foudre” od rufy - widoczna furta doku i kontenery na pokładzie śmigłowcowym

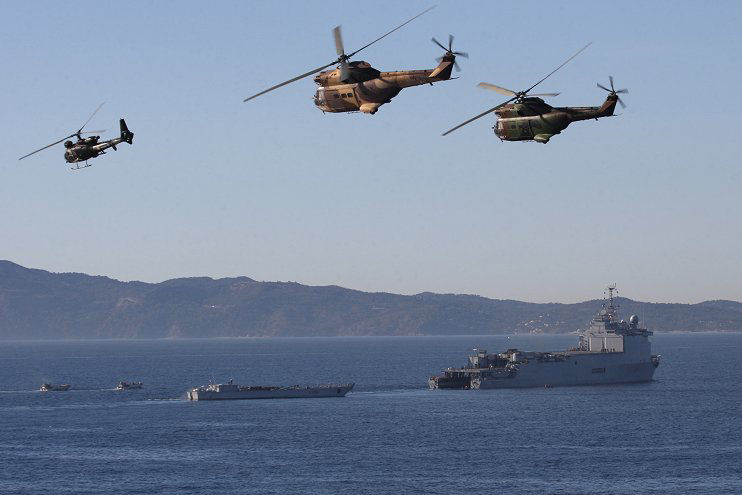
„Foudre” podczas operacji dokowania barki

W środkowej i rufowej części okrętów znajduje się wewnętrzny dok, z opuszczaną furtą rufową, o długości 122 m i szerokości 13,5 m (powierzchnia 1732 m²). Może on pomieścić do 10 małych barek desantowych CTM lub dwie średnie CDIC, standardowo 1 CDIC i 4 CTM. W razie potrzeby może pomieścić okręt patrolowy typu P400 lub holownik typu RR2000. W czasie załadunku lub wyładunku, dok napełniany jest wodą przy pomocy systemu zbiorników balastowych, zwiększających zanurzenie kadłuba. Nad dokiem znajduje się na śródokręciu zakryty pokład ładunkowy, a nad nim pokład śmigłowcowy o łącznej powierzchni 1080 m², z dwoma stanowiskami startowymi. Hangar, mieszczący się w dolnym piętrze nadbudówki dziobowej, może pomieścić 4 średnie śmigłowce Super Puma, zamiast nich mogą z okrętu operować 2 ciężkie śmigłowce Super Frelon. Na rufie dok jest zakryty dodatkowym niższym trzecim lądowiskiem (o powierzchni 400 m²), które służy także jako platforma do przewożenia ładunków lub może być usunięte, odkrywając dok. W załadunku pomaga dźwig o udźwigu 37 ton. Oprócz tego, okręt ma pod nadbudówką podnośnik o 52-tonowym udźwigu, łączący pokłady.

## Służba
Oba okręty służyły w składzie Morskich Sił Szybkiego Reagowania (Force d'Action Navale), bazując w Tulonie na Morzu Śródziemnym.
M.in. między grudniem 2001 a styczniem 2002 „Foudre” transportował do Wybrzeża Kości Słoniowej ogarniętego wojną domową 300 żołnierzy francuskich oraz 5 śmigłowców lotnictwa armii, a następnie 1200 żołnierzy organizacji krajów afrykańskich ECOWAS w celu nadzorowania zawieszenia broni. 
W październiku 2011 roku zakończono negocjacje z władzami Chile dotyczące sprzedaży „Foudre” za ok. 80 mln. USD. 23 grudnia 2011 roku w Tulonie podniesiono chilijską banderę na okręcie „Sergento Aldea” (ex „Foudre”). We wrześniu 2015 roku marynarka Brazylii zakupiła drugi okręt tego typu „Siroco”, któremu nadano nazwę „Bahia” i numer G40. Cena wynosiła ok. 80 mln euro. 10 marca 2016 roku w Tulonie podniesiono brazylijską banderę na okręcie. Brazylia kupiła zarazem trzy łodzie desantowe „Hallebarde”, CTM 14 i CTM 17, które otrzymały nazwy: „Marambaia”, „Icaraí” i „Muriqui”. W sierpniu 2016 roku w Brazylii przeprowadzono ćwiczenia operacji lotniczych z pokładu okrętu desantowego NAM „Bahia” (G 40).

## Dane taktyczno – techniczne
- wyporność:
  - okrętu pustego:  8190 t
  - standardowa: 9300 t
  - pełna: 11 880 t
- wymiary:
  - długość: 168 m
  - szerokość: 23,5 m
  - zanurzenie: 5,2 m, maks. 9,1 m
- napęd: 2 silniki wysokoprężne SEMT-Pielstick 16PC 2.5 V400 o mocy łącznej 20 800 KM, dwie śruby
- prędkość: 21 węzłów
- zasięg: 11 000 mil morskich przy prędkości 15 w.
  - załoga: 210 (13 oficerów, 197 marynarzy) + 470 żołnierzy desantu

Uzbrojenie:

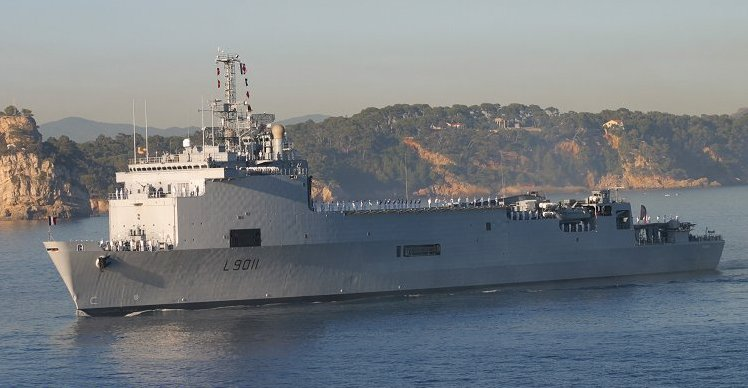
"Foudre", 2004

- 3 podwójne wyrzutnie Simbad rakiet przeciwlotniczych obrony bezpośredniej Mistral (zasięg 5 km)
- 3 działka 30 mm Breda-Mauser ("Foudre" do 1997 - 1 działko 40 mm i 2 działka 20 mm)
- 4 wkm 12,7 mm Browning
- 4 śmigłowce Super Puma lub 2 Super Frelon

Wyposażenie elektroniczne
- 1 radar dozoru powietrznego i nawodnego DRBV 21
- 1 radar DRBN 34
- 1 radar nawigacyjny Decca(inne języki) 2459
- 2 systemy celownicze DIBC2A
- systemy walki radioelektronicznej (2 x ARBB 36, 1 x AN-SLQ 25 Nixie)